# Ободівський парк
Ободі́вський парк — парк-пам'ятка садово-паркового мистецтва загальнодержавного значення в селі Ободівка Гайсинського район у Вінницької області. Парк розташовано на території Ободівської сільської територіальної громади. 

## Історія
Палац у селі Ободівка був побудований польським торговцем Міхалом Собанським у 1800 році. Парк навколо нього був заснований на початку 19 століття. Основою для створення паркової території став природний ліс. Над створенням ландшафтного парку працював паркобудівничий Діонісій Маклер. Палац Собанських в Ободівці реставрувався у 1840 році та у 1900 році.
У 1870-х роках партерна територія парку зменшилась, і на ній почав працювати басейн та фонтан. Були встановлені лави з каменю. З'явився столик квадратної форми та столик на фігурній ніжці. Була зроблена клумба, оранжерея, парники, закладено фруктовий сад та виноградники.
Ободівський парк було внесено до реєстру пам'яток садово-паркового мистецтва згідно з постановою Ради Міністрів УРСР від 29.01. 1960 року № 105. 2007 року відбулась висадка нових дерев — берези та ялини, біля входу в парк. 2000 року парку було завдано шкоди через обледеніння. У 21 столітті палац, розташований на території парку, перебуває в аварійному стані. На території парку функціонує школа-інтернат — Ободівська СЗШ I—III ступенів, учні школи використовують територію парку для спостережень за весняними первоцвітами.

## Опис
Парк створювався облаштуванням двох великих горизонтальних ділянок, які мали перепади до 30-35 метрів. На верхній ділянці були побудовані палац, господарські будівлі та костел. Верхня частина парку розміщувалась за палацом, а нижня — була розташована перед його головним фасадом. Нижня частина парку декілька разів зазнала змін протягом 19 та 20 століття. У 19 столітті на парковій території відбулось висадження екзотичних рослин. Серед них було «залізне дерево», павія жовта, софора японська та дуб червоний.
Осередок дубів пірамідальної форми був розташований у східній частині парку. Серед дерев, які зростали на паркові території, були клен гостролистий, граб, ялина, дуб звичайний, клен американський, тополі, акація жовта, сосна, каштан, горіх сірий, різні види осики, явір, липа, горобина звичайна, павія жовта, сосна Веймутова, горіх чорний. Загальна кількість видів насаджень сягала 70. Представлені форми деревно-чагарникових порід. Поряд із парковою алеєю, на якій зростали екзотичні та місцеві породи, розташовувались квітники. Функціонувала система ставків. Площа парку становить 17 гектарів Зі східного боку парк був оточений штучно створеним ставком. Від водойми з північного боку, через міст до західної частини території, площу оточував мур із цегли. До 2012 року біля озера на території парку зростала верба, вік якої становив близько 300 років.

## Галерея

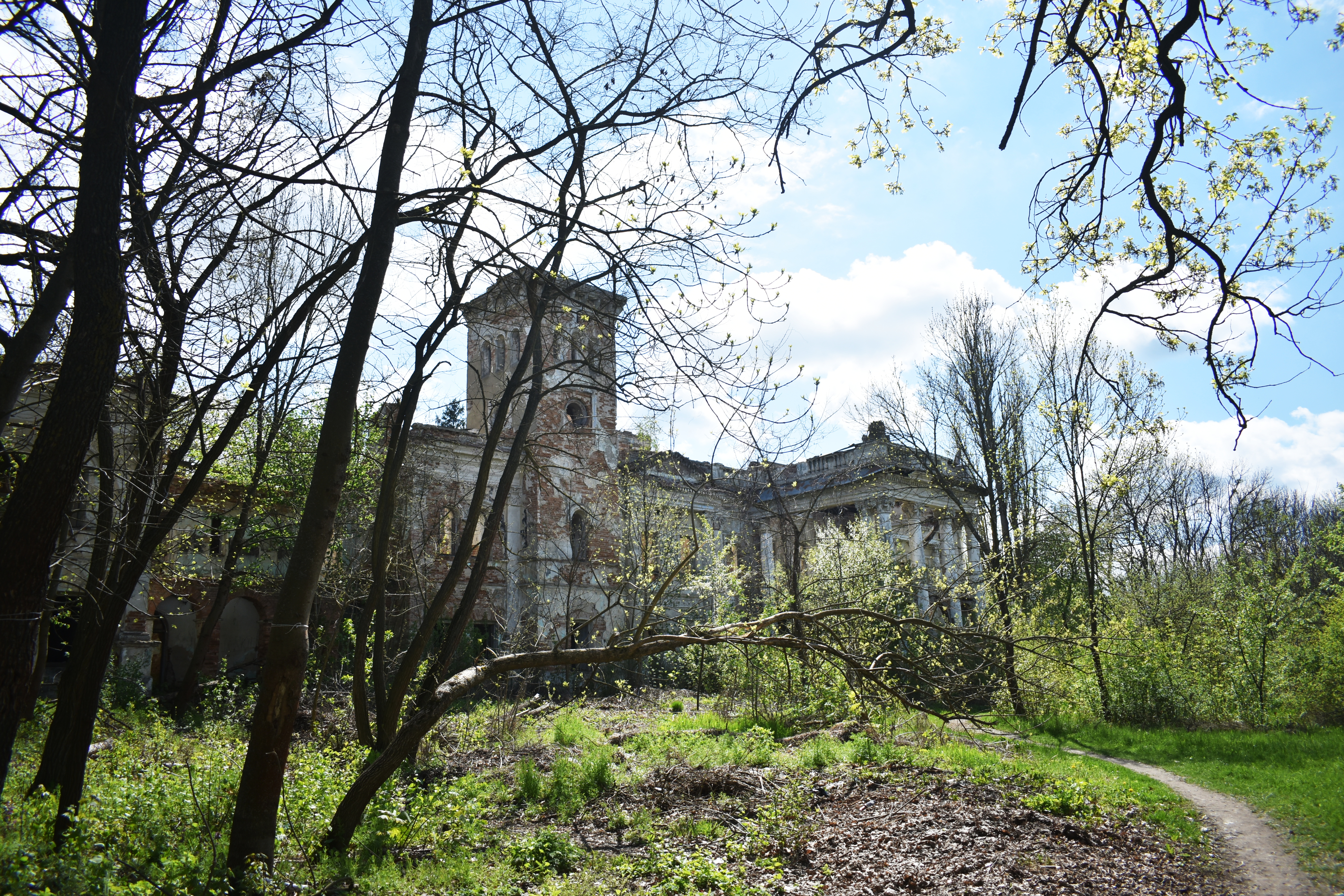
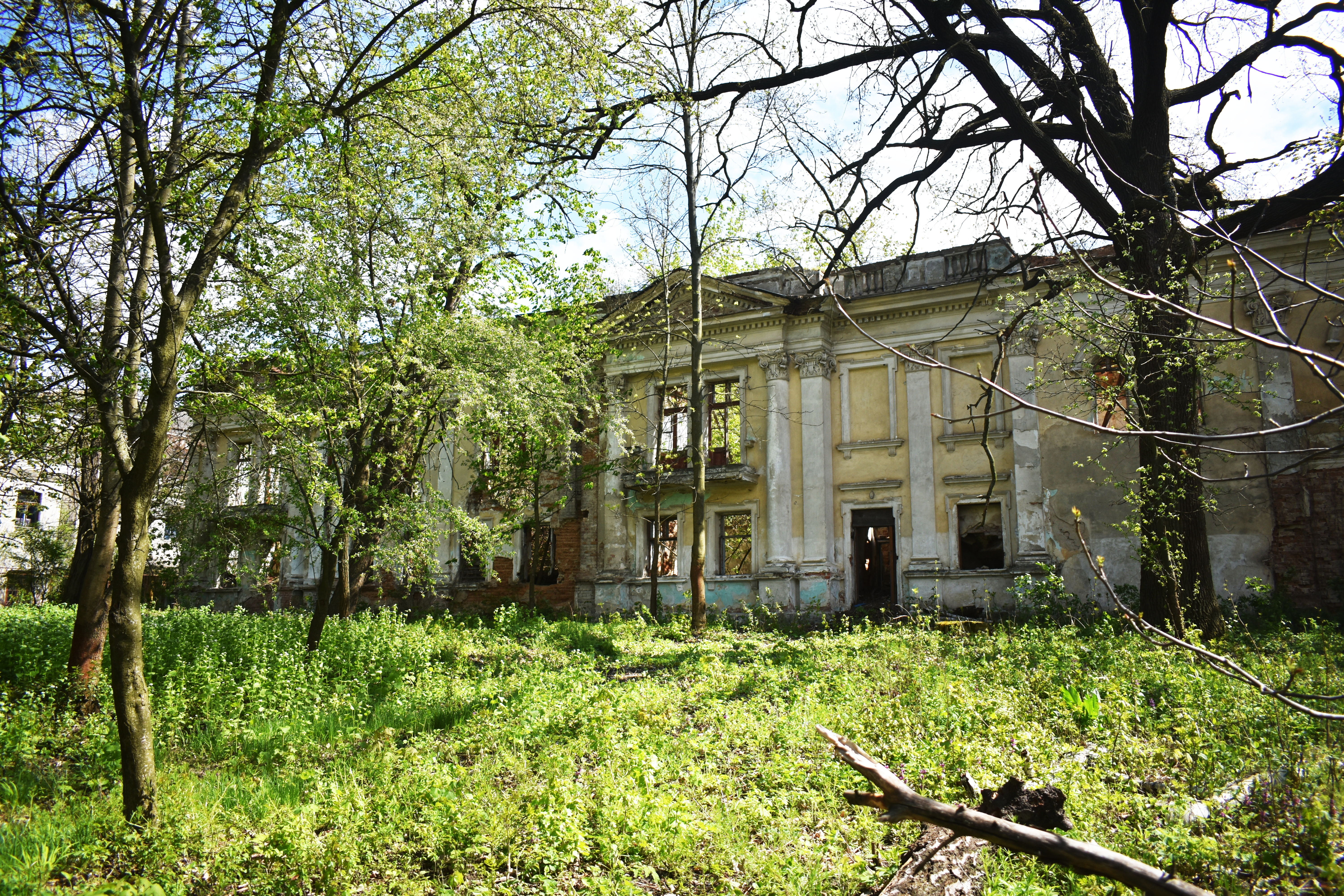
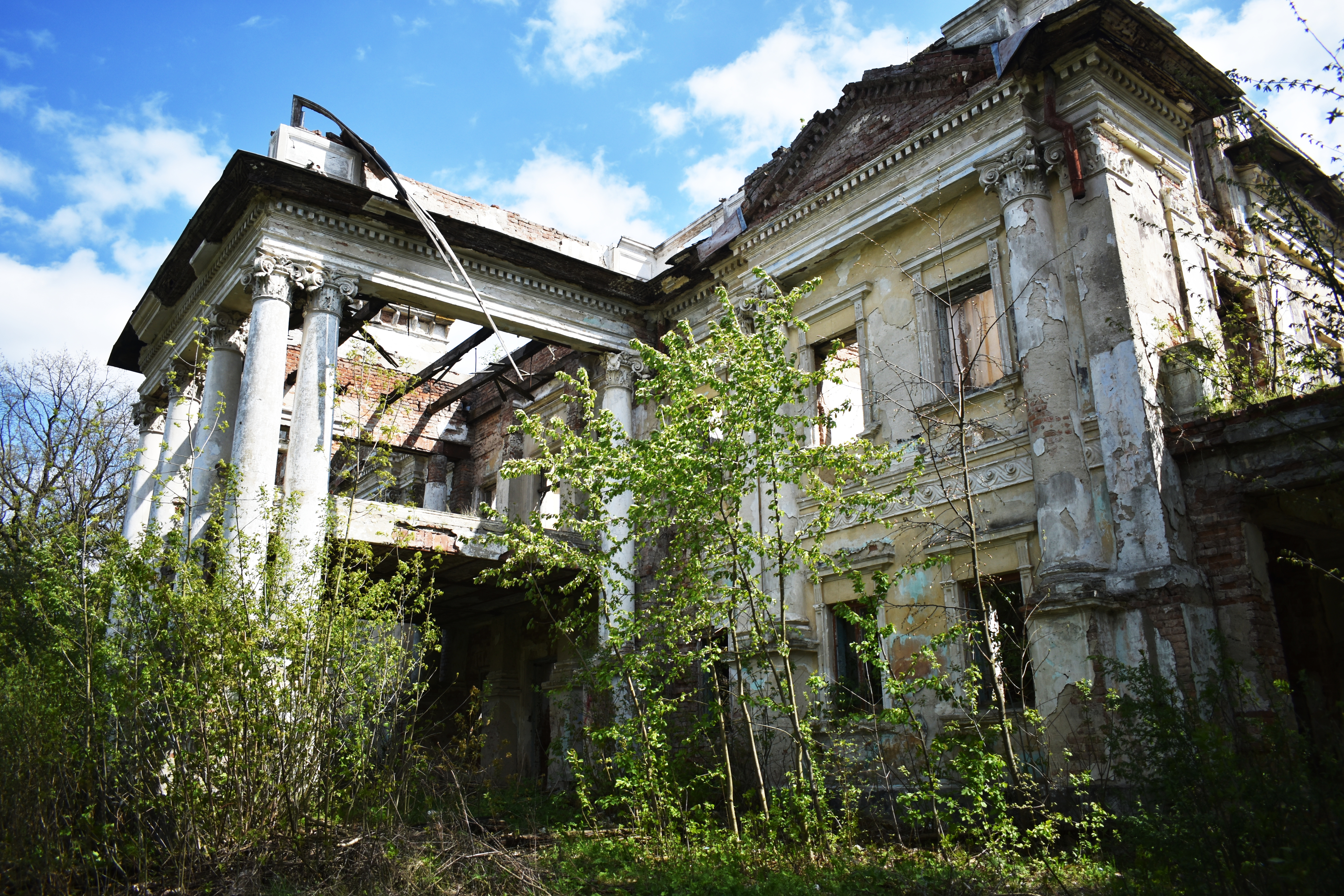
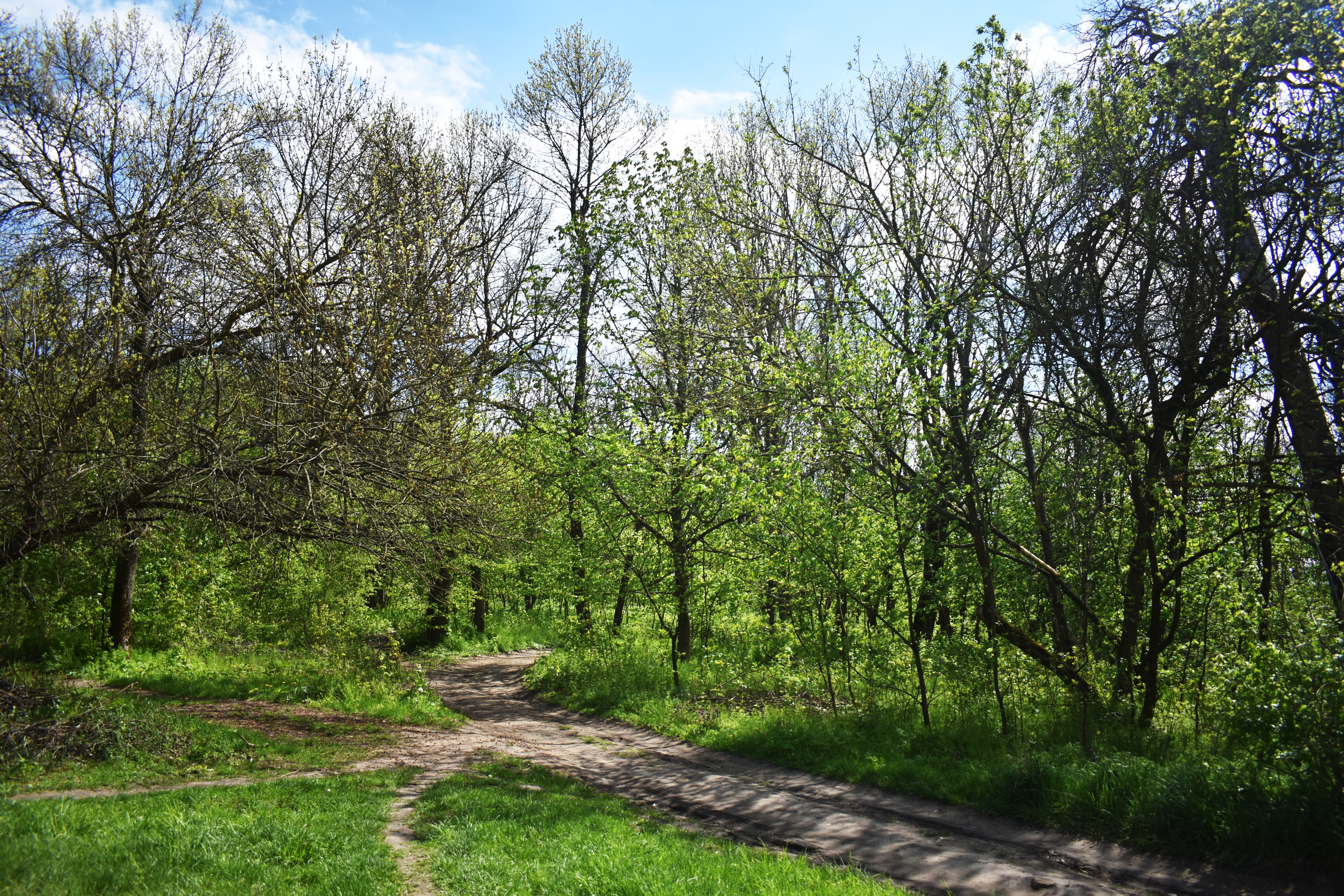
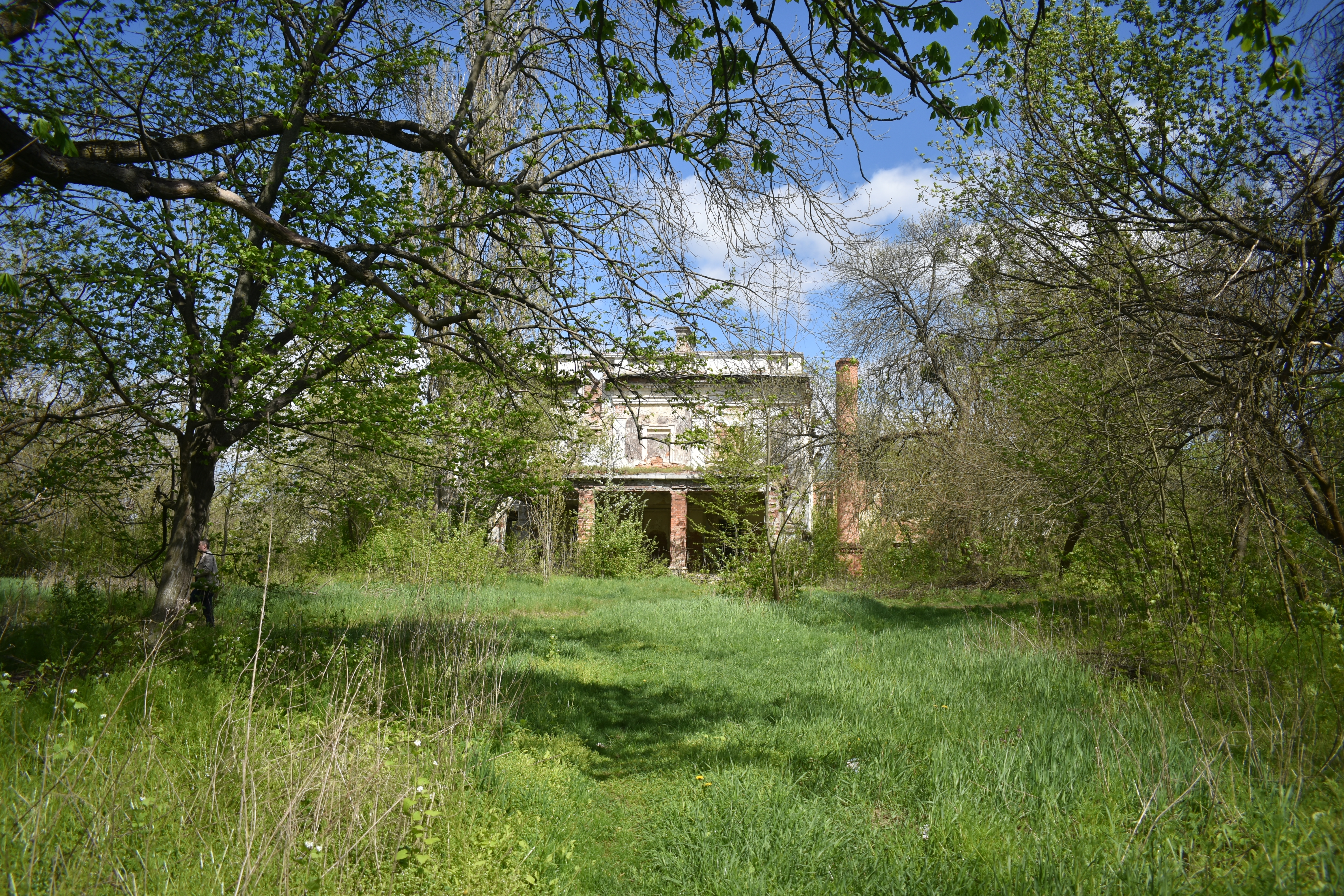
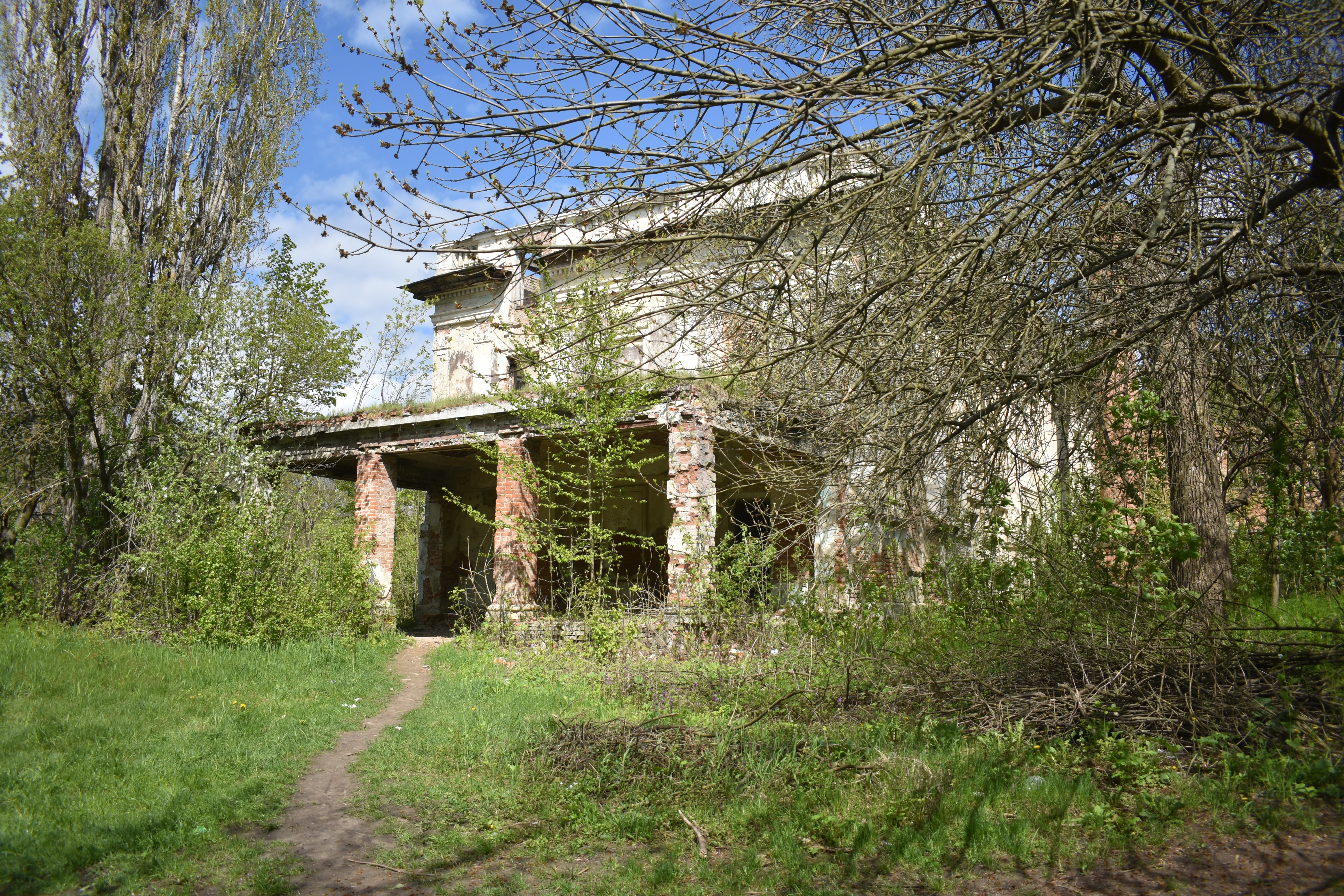
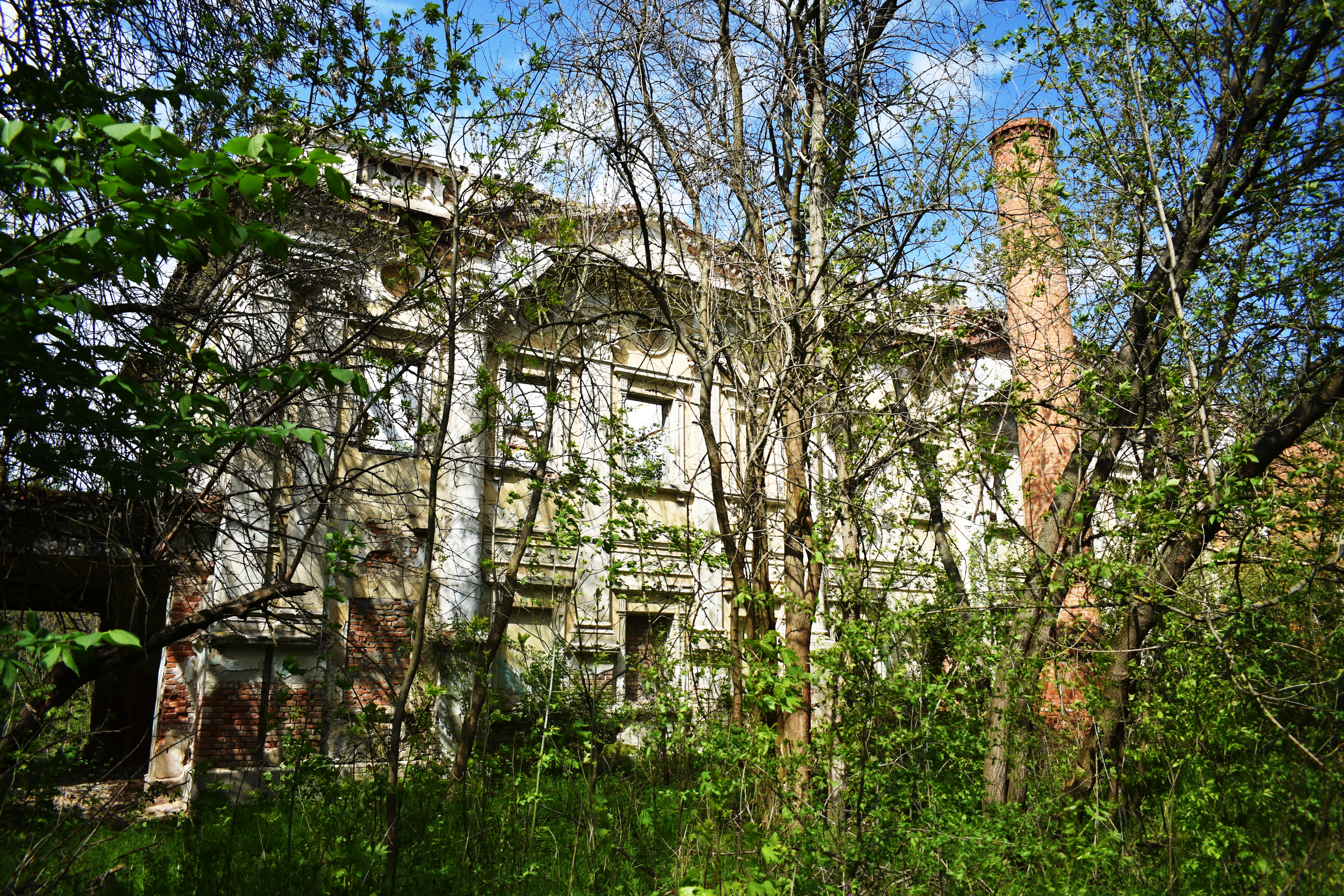
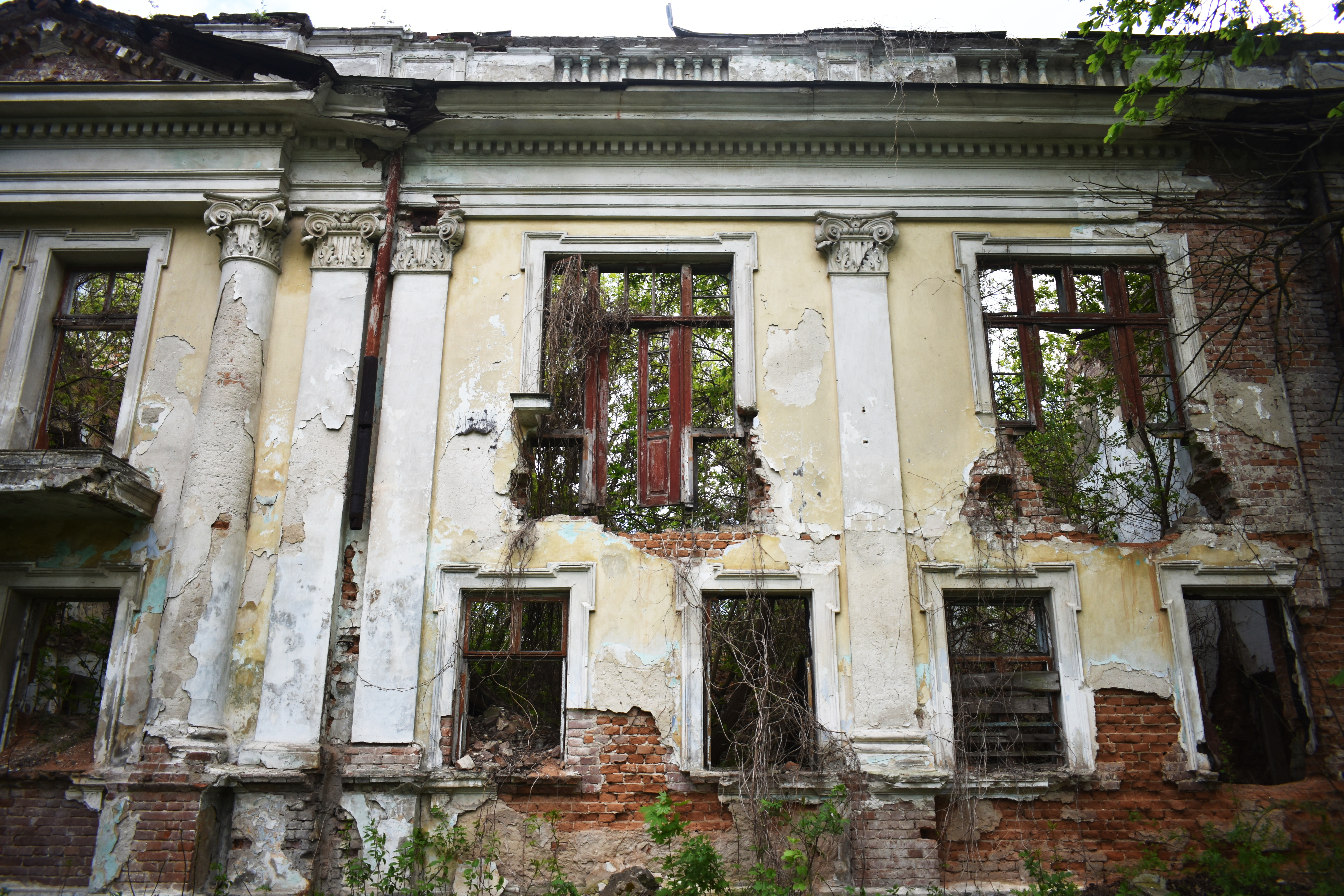
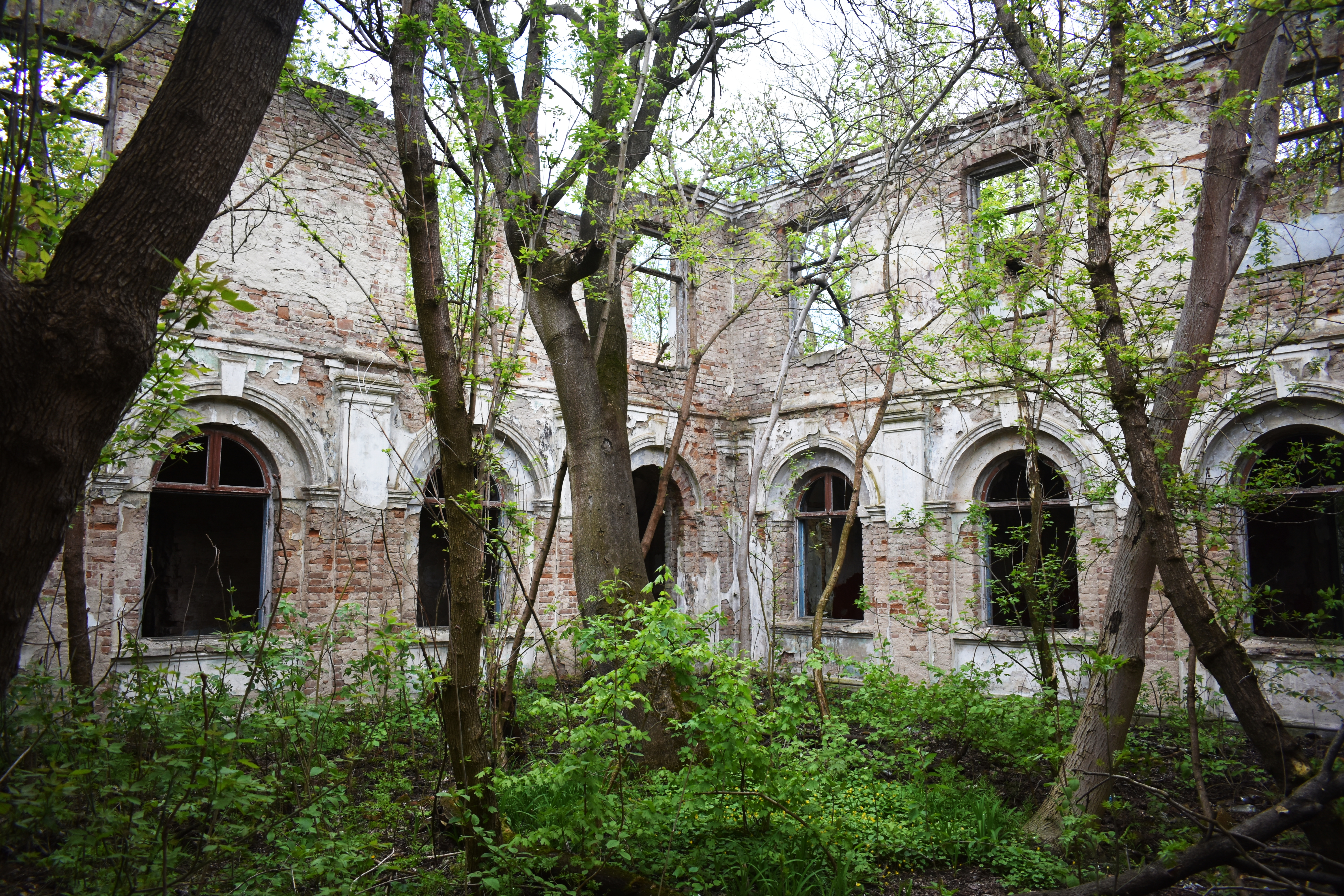